# È proprio come vivere
È proprio come vivere — четвёртый студийный альбом итальянской певицы Мии Мартини, выпущенный в 1974 году на лейбле Dischi Ricordi.

## Об альбоме
Продюсером записи вновь становится Джанни Санджюст. Среди новых авторов на альбоме также можно заметить Маурицио Ванделли (участник группы Equipe 84), который написал музыку к песне «Un’età», и Альберто Салерно (автор супер-хита «Io vagabondo» группы Nomadi), который написал «Ritratti della mia incoscienza».
Песню «Agapimu» написала сама Миа Мартини в соавторстве с Джованни Конте. Примечательно, что через пять лет певица Ана Белен исполнит эту песню на испанском языке и она станет лидером хит-парадов в Испании. В 1989 году Мартини перезапишет эту песню для альбома Martini Mia….
В качестве сингла с альбома была выпущена песня «Inno» с «…e stelle stan piovendo» на оборотной стороне, позже однако был выпущен тираж, где «…e stelle stan piovendo» на первой стороне, поскольку она стала более популярной у слушателей, чем ожидалось. Сингл достиг максимальной третьей позиции в сингловом чарте, а также получили золотой статус.
Сам альбом также был популярен, он получил золотую сертификацию, а уже к концу года продажи его превысили 300 000 копий, он занял шестое место в еженедельном альбомном чарте, а также 28 место в годовом итоговом рейтинге.

## Список композиций
| №  | Название                  | Автор(ы)                                 | Длительность |
| -- | ------------------------- | ---------------------------------------- | ------------ |
| 1. | «Inno»                    | Маурицио Пикколи, Дарио Балдан Бембо     | 4:25         |
| 2. | «Il viaggio»              | Луиджи Альбертелли, Маурицио Фабрицио    | 5:07         |
| 3. | «Domani»                  | Луиджи Альбертелли, Джанкарло Колоннелло | 4:25         |
| 4. | «…e stelle stan piovendo» | Маурицио Пикколи                         | 3:36         |
| 5. | «Alba»                    | Луиджи Альбертелли, Массимо Гуантини     | 3:37         |

| №  | Название                         | Автор(ы)                                                | Длительность |
| -- | -------------------------------- | ------------------------------------------------------- | ------------ |
| 1. | «Agapimu»                        | Миа Мартини, Джованни Конте, Дарио Балдан Бембо         | 4:08         |
| 2. | «Un’età»                         | Маурицио Пикколи, Дарио Балдан Бембо, Маурицио Ванделли | 3:15         |
| 3. | «Gentile se vuoi»                | Луиджи Альбертелли, Анджело Ла Бонда, Кармело Ла Бонда  | 3:19         |
| 4. | «Luna bianca»                    | Маурицио Пикколи, Дарио Балдан Бембо, Леонардо Риччи    | 4:56         |
| 5. | «Ritratti della mia incoscienza» | Альберто Салерно, Маурицио Фабрицио                     | 5:00         |

## Чарты
| Чарт (1974)  | Пиковая позиция |
| ------------ | --------------- |
| Италия (AFI) | 6               |

| Чарт (1974)  | Позиция |
| ------------ | ------- |
| Италия (AFI) | 28      |